# Solomone Tukuafu
Pas d'image ? Cliquez ici

a Compétitions nationales et continentales officielles uniquement.

Dernière mise à jour le 7 juillet 2025.
Solomone Tukuafu, né le 13 septembre 1996, est un joueur néo-zélandais de rugby à XV. Il évolue au poste de pilier au Biarritz olympique.
Sa femme, Kennedy Tukuafu, est une joueuse internationale néo-zélandaise de rugby à XV.

## Biographie
Entre 2022 et 2024, il joue deux rencontres de Super Rugby avec les Chiefs et une avec les Highlanders,. En parallèle, il dispute le National Provincial Championship avec l'équipe de Waikato.
En août 2024, il s'engage au Biarritz olympique,.
Il est retenu pour la première fois dans le groupe des Tonga pour la Pacific Nations Cup 2025.

## Vie privée
Solomone Tukuafu est marié avec Kennedy Simon, elle aussi joueuse de Waikato et des Chiefs Manawa et également internationale néo-zélandaise,.

## Palmarès
- Finaliste du Super Rugby en 2023 avec les Chiefs.